# Ecnomus orientalis
Ecnomus orientalis är en nattsländeart som beskrevs av Li och Morse 1997. Ecnomus orientalis ingår i släktet Ecnomus och familjen trattnattsländor. Inga underarter finns listade i Catalogue of Life.